# Eito
Eito es una localidad caboverdiana del municipio de Paul.

## Geografía
La localidad está situada en la isla de Santo Antão.

## Organización territorial
La localidad abarca los lugares y barrios de:
- Barranco
- Boca de Cavouco
- Boca de Figueiral
- Cova de Boi
- Eito de Baixo
- Eito de Cima
- Fundo Café
- Horta das Canas
- Lombo de Cima
- Lombo de Mariana
- Pedra das Moças